# Platidotea magellanica
Platidotea magellanica is een pissebed uit de familie Idoteidae. De wetenschappelijke naam van de soort is voor het eerst geldig gepubliceerd in 1995 door Park & Wägele.